# Chalchuapa
Chalchuapa é um município de El Salvador, localizado no departamento de Santa Ana. Pertencente ao Distrito homônimo, está situado a 13 km ao oeste da capital do departamento, Santa Ana e a 78 km de San Salvador, a capital nacional. Com uma elevação de 720 metros acima do nível do mar, sua extensão territorial é de 165,76 km². Aproximadamente 98% de sua área (162,27 km²) é rural, enquanto 2% (3,31 km²) é área urbana. É, ainda, o segundo município mais populoso do departamento de Santa Ana, com uma população de 82 140 habitantes.

## Transporte
O município de Chalchuapa é servido pela seguinte rodovia:
- CA-12, que liga o distrito de Metapán (Departamento de Santa Ana) (e a Fronteira El Salvador-Guatemala, na cidade de Concepción Las Minas) à cidade de Acajutla (Departamento de Sonsonate)
- SAN-14, que liga a cidade ao município de El Porvenir
- SAN-14, que liga a cidade ao município de Candelaria de la Frontera
- AHU-31  que liga a cidade ao município de El Refugio (Departamento de Ahuachapán)
- RN-13, que liga o município de Ahuachapán (Departamento de Ahuachapán) à cidade de Santa Ana
- SAN-12, SAN-13, SAN-16,  que ligam vários cantões do município [1]